# 鯉明水体育団
鯉明水体育団（リミョンスたいいくだん、Rimyongsu Sports Club、朝鮮語:리명수체육단）は、北朝鮮のサッカークラブである。最上級蹴球連盟戦に所属。

## 概要
ベスト8に進出した2005 FIFA U-17世界選手権では北朝鮮代表に4人、また、2007 FIFA U-20ワールドカップにも5人の選手を輩出し、これは北朝鮮のクラブの中で最も多い。

## 歴代所属選手
- 安哲赫 2005-
- 鄭哲民 2005-
- 鄭日冠 2011年以前-
- 金京一 不明
- 朴哲民 2007-
- 朴成哲 2007-